# José Mendes Cabeçadas
José Mendes Cabeçadas Júnior (Loulé, Portugal, 19 de agosto de 1883 - Lisboa, Portugal, 11 de junio de 1965) fue un oficial de la marina portuguesa, masón y político republicano convicto, que tuvo un papel decisivo en la preparción de los movimientos revolucionarios que condujerón a la creación y extinción de la Primera República Portuguesa: la revolución de octubre de 1910 y el golpe del 28 de mayo de 1926. Ejerció el cargo de noveno presidente de la República Portuguesa (1.º de la Dictadura Nacional) y de presidente del consejo de ministros. Apartado del poder por la deriva derechista del régimen y por el salazarismo, se transformó en un feroz opositor de la autocracia de Óscar Carmona y de Oliveira Salazar, conspirando en, por lo menos, dos intentos insurreccionales (1946 y 1947). Como último gesto político, suscribió el Programa para la Democratización de la República (1961).

## Biografía
Fue uno de los responsables de la revuelta a bordo del Adamastor, durante la revolución republicana; sin embargo, pronto se desvinculó del régimen que había ayudado a crear. En 1926, lanza el grito de revuelta en Lisboa, después de que Gomes da Costa hubiera hecho lo propio en Braga. El primer ministro António Maria da Silva dimite, y pocos días después (31 de mayo), el presidente Bernardino Machado le dio la jefatura de un nuevo ministerio. Ese mismo día, el presidente renuncia a sus funciones, pasando Mendes Cabeçadas a unir el cargo de presidente de la República con el de presidente del Consejo de Ministros.
Mendes Cabeçadas, revolucionario de línea moderada, juzgaba posible todavía constituir un gobierno que no suspendiera el régimen constitucional, pero libre de la nefasta influencia del Partido Democrático. Sin embargo, los demás conspiradores (entre los cuales se encontraban Gomes da Costa y Óscar Carmona), lo juzgaron como persona incapaz y, en el fondo, último vestigio del régimen constitucional de la I República. Tras una reunión de los rebeldes en su cuartel general en Sacavém, el 17 de junio de 1926, Mendes Cabeçadas fue forzado a renunciar a las funciones de presidente de la República y de primer ministro en favor de Gomes da Costa.
Tras estos hechos, pasó a apoyar a los oposicionistas, participando en varias revueltas y suscribiendo manifiestos contra la dictadura hasta su muerte, acaecida en 1965.